# 阿兹马特号隐身导弹艇
阿兹马特号隐身导弹艇是一艘巴基斯坦海军的快速攻击艇，该艇是由中国天津新港船厂制造的， 2012年4月24日交付给巴基斯坦，始建于2011年9月20日。

## 历史
2011年9月20日，中国天津新港船厂承接了巴基斯坦海军的舰艇订单，在 2012年4月24日交付，由巴基斯坦海军参谋长穆罕默德·阿西夫·桑迪拉参与接收仪式。